# Ore ga Ojō-sama Gakkō ni "Shomin Sample" Toshite Rachirareta Ken
Ore ga Ojousama Gakkou ni "Shomin Sample" Toshite Rachirareta Ken (俺がお嬢様学校に「庶民サンプル」として拉致られた件 lit. He sido secuestrado para una escuela femenina de élite con el fin de ser una "muestra de plebeyo"?), comúnmente abreviado como Shomin Sample (庶民サンプル Shomin Sanpuru?), es una serie de novelas ligeras escritas por Takafumi Nanatsuki. Fue publicada por Ichijinsha desde diciembre de 2011 hasta julio de 2016, con once volúmenes publicados. Una adaptación a manga fue serializada por Comic Rex, una revista de Ichijinsha, en julio de 2012. Un drama CD fue lanzado el 29 de febrero del 2013. Una adaptación a serie de anime producida por Silver Link, se emitió entre el 7 de octubre y el 23 de diciembre de 2015.

## Sinopsis
Kimito Kagurazaka es un estudiante de preparatoria ordinario. Un día, es forzado a inscribirse en la Academia Femenina Seikain, donde a sus nobles alumnas son aisladas del resto del mundo para preservar su inocencia. Sin embargo, este aislamiento profundo deja un gran número de graduados de la escuela siendo incapaces de lidiar con los problemas del mundo exterior. Para resolver este problema, la escuela ha decidido secuestrar a un hombre plebeyo, Kimito, con la esperanza de que la influencia de un "Hombre Ordinario" será una manera gentil de presentarles a las chicas acerca de las realidades de la vida de afuera. Desafortunadamente para Kimito, la escuela solo lo consideraba un candidato para este proyecto porque pensaban que era un homosexual con un fetiche de músculos. Por lo tanto, la escuela no concluyó que Kimito represente amenaza alguna a la castidad de las chicas inocentes. Una vez que él se entera de que será castrado o exiliado si se demuestra lo contrario, no tiene otra opción más que cooperar. Poco después de su inscripción, tiene un fatídico encuentro con Aika Tenkūbashi. Aika es una estudiante que alternativamente puede ser tímida, obstinada y/o pretenciosa. Ella está inocentemente fascinada por el mundo exterior.

## Personajes
Kimito Kagurazaka (神楽坂 公人 Kagurazaka Kimito?)
Seiyū: Atsushi Tamaru
El personaje principal de la serie; un plebeyo que es forzado a inscribirse en Seikain después de ser secuestrado. Kimito inmediatamente se da cuenta como las chicas son aisladas del mundo exterior; su primer discurso informal al comienzo de la ceremonia las deja asombradas, y ver un teléfono por primera vez las emocionó mucho más de lo que debería. El personal falsamente anuncio a la escuela de que él es un homosexual con un fetiche por los músculos que protegerá el orgullo de las chicas (y su castidad). Para ayudar a compensar la tensión de vivir con sus credenciales falsas, su cuarto en el dormitorio de la escuela es renovado para que se vea exactamente igual a su habitación en la casa de su familia. El y Aika usualmente hablan en su cuarto, donde el disfruta engañarla con bromas acerca de temas de la vida real que explotan su tendencia a ser pretenciosa y a la vez su verdadera inocencia.
Aika Tenkūbashi (天空橋 愛佳 Tenkūbashi Aika?)
Seiyū: Yū Serizawa
La heroína principal de la serie; es infantil, ingenua y tímida acerca de hablar con otros. Esto la distancia de los otros a pesar de que ella desea ser popular entre sus compañeros, Aika esta fuertemente fascinada por el mundo exterior; cosas como el PSP, ramen, y manga solo son unos de sus intereses. Ella le pide a Kimito que le enseñe como ser una plebeya, y declara el establecimiento del Club de Plebeyos con Kimito como el maestro. Ella parece tener sentimientos hacia Kimito más allá de una relación maestro discípulo, sin embargo, es mostrado en un flashback de su juventud que un chico (Kimito) la ayudó a escapar para ver la cosas maravillosas que el mundo exterior tiene que ofrecer.
Reiko Arisugawa (有栖川 麗子 Arisugawa Reiko?)
Seiyū: Rika Tachibana
Reiko es considerada la más inocente, educada, y alegre chica en la escuela. Debido a sus serios intentos de ayudar a ella y las otras chicas de aprender la Forma Plebeya, ella rápidamente se enamora de Kimito. Ella es alguien que siempre actúa positiva, sin embargo, su personalidad cambia drásticamente cuando ella descubre acerca de la idea Aika de ayudarla a reconciliarse con sus amigas y compañeras de clases después de un cierto estallido inusual. Ella no quiere aceptar la ayuda de Aika, y amargamente la confronta a ella por sus acciones. Al final, la situación se resuelve amigablemente, pero a cambio esto alimenta una rivalidad por el amor de Kimito. Reiko se une al Club de Plebeyos para estar cerca de Kimito e interferir con los avances e las otras chicas.
Hakua Shiodome (汐留 白亜 Shiodome Hakua?)
Seiyū: Yūki Kuwahara
Es una pequeña, de pocas palabras, extremadamente joven chica genio quien es muy antisocial, hasta que se siente atraída a Kimito (lo cual impacta a sus sirvientas). Hakua es una experta en matemáticas y las ciencias, y habitualmente documenta nuevas ecuaciones en cualquier muro conveniente. Ella cae en un extraño aturdimiento algunas veces, y se despoja de sus ropas mientras escribe. Su familia tiene una compañía de teléfonos celulares propia. Las sirvientas de Hakua tienden a llevarla a ella y a Kimito hacia momentos intimos.
Karen Jinryō (神領 可憐 Jinryō Karen?)
Seiyū: Chitose Morinaga
Una chica de una familia samurái que carga una katana, incluso en los campus de la escuela. Su miedo a los insectos le causa a sus reflejos que corten a otros que estén cerca (aunque sus ropas son usualmente lo que llega a impactar). Después de que Karen experimente una humillante derrota a manos de Kimito, ella cree que se ha vuelto débil y jura mantenerse cerca de él - determinada a matarlo cuando se presente la oportunidad. Ella sufre excitación sexual cerca de Hakua. Eso llegó al punto en el que Karen se sintió sobreexitada por mostrar su máximo potencial, por primera vez, cuando invadió la boda arreglada de Reiko.
Miyuki Kujō (九条 みゆき Kujō Miyuki?)
Seiyū: Saori Ōnishi
La líder de las sirvientas personales de Kimito (solo en nombre). Ella es una persona muy sádica, usualmente recibe severos castigos siempre que Kimito comete una estupides, pero aun así ella lo besa secretamente cada mañana para despertarlo. Miyuki conoce a Kimito porque el cambio lugares con su hermano mayor cuando eran jóvenes.
Eri Hanae (花江 恵理 Hanae Eri?)
Seiyū: Yumi Hara
La amiga de la infancia de Kimito y una seiyū idol. Ella dice ser su novia y es perturbada acerca de su repentina transferencia lejos de casa. En la escuela intermedia, ella era acosada por su voz, pero un chico (Kimito) le dijo que ella podría convertirse en una seiyū. Debido a un malentendido, ella cree que Kimito no corresponderá a sus sentimientos, así que ella mintió salvajemente acerca de que Kimito era homosexual solo para tenerlo para ella sola, lo cual inintencionalmente hizo que el fuera elegido para inscribirse en Seikain. Ella luego se convierte en la segunda plebeya de muestra como parte de un trato después de llegar a Seikain con la esperanzas de traer de vuelta a Kimito.
Sayuri Kimachi (来待 早百合 Kimachi Sayuri?)
Seiyū: Takako Honda
La directora de la Academia Seikain para Chicas.
Maya Mibu (壬生マヤ Mibu Maya?)
Seiyū: Risae Matsuda
Mizuho Suehiro (末広みずほ Suehiro Mizuho?)
Seiyū: Shiori Sugiura
Kae Toujou (東城 香絵 Tōjō Kae?)
Seiyū: Yuka Aisaka
Sumire Kiryuu (霧生 菫 Kiryū Sumire?)
Seiyū: Yuuki Kaneko
La sirviente personal de Reiko.
Houko Arisugawa (有栖川 法子 Arisugawa Hōko?)
Seiyū: Ayumi Tsunematsu
La madre de Masaomi y Reiko.
Masaomi Arisugawa (有栖川正臣 Arisugawa Masaomi?)
Seiyū: Kousuke Toriumi
El hermano mayor de Reiko quien es muy protector hacia su hermana, resultando que tiene un complejo de hermana. Él está firmemente en contra del matrimonio arreglado de Reiko y busca a Kimito por ayuda.

## Medios de comunicación

### Novela ligera
Shomin Sample es una serie de novelas ligeras de Takafumi Nanatsuki la cual fue publicada por Ichijinsha entre el 11 de noviembre de 92011y el 20 de julio de 2016. Fueron publicados 11 volúmenes y una novela corta por la imprenta Ichijinsha Bunko. 

#### Lista de volúmenes
| Núm. | Fecha de publicación     | ISBN                |
| ---- | ------------------------ | ------------------- |
| 1    | 19 de noviembre de 2011  | ISBN 978-4758042734 |
| 2    | 20 de abril de 2012      | ISBN 978-4758043182 |
| 3    | 20 de julio de 2012      | ISBN 978-4758043557 |
| 4    | 20 de octubre de 2012    | ISBN 978-4758043731 |
| 5    | 20 de febrero de 2013    | ISBN 978-4758044042 |
| 6    | 18 de mayo de 2013       | ISBN 978-4758044318 |
| 7    | 20 de septiembre de 2013 | ISBN 978-4758044639 |
| 7.5  | 18 de enero de 2014      | ISBN 978-4758045186 |
| 8    | 18 de julio de 2014      | ISBN 978-4758045810 |
| 9    | 20 de enero de 2015      | ISBN 978-4758046688 |
| 10   | 20 de octubre de 2015    | ISBN 978-4758047616 |
| 11   | 20 de julio de 2016      | ISBN 978-4758048521 |

### Manga
Una adaptación a manga ilustrada por Risumai empezó a publicarse en julio de 2012. Han sido publicados 11 volúmenes tankōbon. Un manga spin-off, titulado Ore ga Ojousama Gakkou ni "Shomin Sample" Toshite Spinoff Sareta Ken (俺がお嬢様学校に「庶民サンプル」としてスピンオフされた件?) fue publicado entre agosto de 2015 y julio de 2016. Fueron publicados 2 volúmenes tankōbon.

#### Shomin Sample
| Núm. | Fecha de publicación     | ISBN                   |
| ---- | ------------------------ | ---------------------- |
| 1    | 27 de octubre de 2012    | ISBN 978-4-758063-41-8 |
| 2    | 27 de mayo de 2013       | ISBN 978-4-758063-78-4 |
| 3    | 27 de septiembre de 2013 | ISBN 978-4-758064-11-8 |
| 4    | 27 de enero de 2014      | ISBN 978-4-758064-26-2 |
| 5    | 18 de julio de 2014      | ISBN 978-4-758064-65-1 |
| 6    | 20 de enero de 2015      | ISBN 978-4-758064-88-0 |
| 7    | 27 de julio de 2015      | ISBN 978-4-758065-20-7 |
| 8    | 27 de octubre de 2015    | ISBN 978-4-758065-51-1 |
| 9    | 27 de enero de 2016      | ISBN 978-4-758065-64-1 |
| 10   | 27 de julio de 2016      | ISBN 978-4-758066-04-4 |
| 11   | 27 de enero de 2017      | ISBN 978-4-758066-43-3 |

#### Ore ga Ojousama Gakkou ni "Shomin Sample" Toshite Spinoff Sareta Ken
| Núm. | Fecha de publicación | ISBN                   |
| ---- | -------------------- | ---------------------- |
| 1    | 27 de enero de 2016  | ISBN 978-4-7580-6565-8 |
| 2    | 27 de julio de 2016  | ISBN 978-4-7580-6605-1 |

### Anime
Una adaptación a anime de 12 episodios, dirigida por Masato Jinbo y animada por el estudio Silver Link, se emitió desde el 7 de octubre hasta el 23 de diciembre de 2015.

#### Lista de episodios
| Núm. | Título | Fecha de Emisión        |
| ---- | --- | ----------------------- |
| 1    | "Bienvenido, plebeyo" "Yōkoso shomin" (ようこそ庶民) | 7 de octubre de 2015    |
| 2    | "Reiko-sama es a quien nosotras deseamos parecernos" "Reiko-sama wa watashitachi no akogaredesu wa" (麗子様は私たちの憧れですわ)                                                   | 14 de octubre de 2015   |
| 3    | "Fue como el Jardín del Eden" "Eden no sono tte kanji datta" (エデンの園ってカンジだった)                                                                                          | 21 de octubre de 2015   |
| 4    | "El incidente de la fiesta de té" "Ochakai jiken" (お茶会事件) | 28 de octubre de 2015   |
| 5    | "Solo amigos" "Tomodachi dake" (友達だけ) | 4 de noviembre de 2015  |
| 6    | "Un paso afuera" "Omote ni dero" (表に出ろ) | 11 de noviembre de 2015 |
| 7    | "La tsun-pura en su elemento" "Tsunpyua-san no honryō" (ツンピュアさんの本領) | 18 de noviembre de 2015 |
| 8    | "Aika-sama tiene un montón de amigos" "Aika-sama wa tomodachi ga ōi" (愛佳様は友達が多い)                                                                                          | 25 de noviembre de 2015 |
| 9    | "Kagurazaka-sama estar aquí" "Kagurazaka-sama ga kiteru no yo" (神楽坂様が来てるのよっ)                                                                                            | 2 de diciembre de 2015  |
| 10   | "He estado curiosa por esto un tiempo, ¿pero que es lo que obtengo?" "Mae kara ki ni natteita ndakedo, gettsu tte nan'na no?" (前から気になっていたんだけど、ゲッツってなんなの？) | 9 de diciembre de 2015  |
| 11   | "¿No es el cielo lo que Kimito-sama estaba viendo?" "Kimito-sama no miteita sora wa kō dewa arimasen no?" (公人様の見ていた空はこうではありませんの？)                             | 16 de diciembre de 2015 |
| 12   | "A pesar de que soy inexperimentada, por favor acéptame para siempre" "Futsutsuka-mono desu ga, suenagaku onegai itashimasu" (不束者ですが、末永くお願い致します)                  | 23 de diciembre de 2015 |